# Eparchia di Nostra Signora della Liberazione negli Stati Uniti
L'eparchia di Nostra Signora della Liberazione negli Stati Uniti (in latino: Eparchia Dominae Nostrae Liberationis Novarcensis Syrorum) è una sede della Chiesa cattolica sira negli Stati Uniti d'America immediatamente soggetta alla Santa Sede. Nel 2021 contava 12.460 battezzati. È retta dall'eparca Barnaba Yousif Benham Habash.

## Territorio
L'eparchia comprende tutti i fedeli della Chiesa cattolica sira residenti negli Stati Uniti d'America.
Sede eparchiale è la città di Bayonne, nel New Jersey, dove si trova la cattedrale di San Giuseppe.
Il territorio è suddiviso in 20 parrocchie.

## Storia
L'eparchia di Nostra Signora della Liberazione di Newark fu eretta il 6 novembre 1995 con la bolla Principis Apostolorum di papa Giovanni Paolo II.
Il 7 gennaio 2016 cedette una porzione di territorio a vantaggio dell'erezione dell'esarcato apostolico del Canada dei Siri.
Il 28 giugno 2021 ha assunto il nome attuale.

## Cronotassi dei vescovi
Si omettono i periodi di sede vacante non superiori ai 2 anni o non storicamente accertati.
- Ephrem Joseph Younan (6 novembre 1995 - 20 gennaio 2009 nominato patriarca di Antiochia dei Siri)
- Barnaba Yousif Benham Habash, dal 12 aprile 2010

## Statistiche
L'eparchia nel 2021 contava 12.460 battezzati.
| anno | popolazione | popolazione | popolazione | presbiteri | presbiteri | presbiteri | presbiteri                | diaconi | religiosi | religiosi | parrocchie |
| anno | battezzati  | totale      | %           | numero     | secolari   | regolari   | battezzati per presbitero | diaconi | uomini    | donne     | parrocchie |
| ---- | ----------- | ----------- | ----------- | ---------- | ---------- | ---------- | ------------------------- | ------- | --------- | --------- | ---------- |
| 1999 | 11.780      | ?           | ?           | 8          | 7          | 1          | 1.472                     | 3       | 1         |           | 11         |
| 2000 | 11.920      | ?           | ?           | 9          | 8          | 1          | 1.324                     | 3       | 1         |           | 11         |
| 2001 | 12.180      | ?           | ?           | 10         | 9          | 1          | 1.218                     | 2       | 1         |           | 10         |
| 2002 | 12.390      | ?           | ?           | 10         | 9          | 1          | 1.239                     | 2       | 1         |           | 11         |
| 2003 | 12.842      | ?           | ?           | 10         | 9          | 1          | 1.284                     | 1       | 1         |           | 10         |
| 2004 | 13.140      | ?           | ?           | 10         | 9          | 1          | 1.314                     | 2       | 1         |           | 11         |
| 2007 | 13.800      | ?           | ?           | 6          | 6          |            | 2.300                     | 2       |           |           | 9          |
| 2013 | 25.000      | ?           | ?           | 23         | 23         |            | 1.086                     | 5       |           |           | 8          |
| 2016 | 12.600      | ?           | ?           | 11         | 11         |            | 1.145                     | 3       |           |           | 13         |
| 2019 | 11.857      | ?           | ?           | 14         | 13         | 1          | 846                       | 4       | 1         |           | 11         |
| 2021 | 12.460      | ?           | ?           | 13         | 12         | 1          | 958                       |         | 1         |           | 20         |